# Aux sombres héros de l'amer
Aux sombres héros de l'amer is een nummer van de Franse rockband Noir Désir uit 1989. Het is de eerste single van hun tweede studioalbum Veuillez rendre l'âme (à qui elle appartient).
Het nummer betekende de doorbraak voor Noir Désir in Frankrijk. Het haalde de 31e positie in de Franse hitlijsten.